# Xã Harriston, Quận Walsh, Bắc Dakota
Xã Harriston (tiếng Anh: Harriston Township) là một xã thuộc quận Walsh, tiểu bang Bắc Dakota, Hoa Kỳ. Năm 2010, dân số của xã này là 131 người.